# Дор л'Еглиз
Дор л'Еглиз (фр. Dore-l'Eglise) насеље је и општина у централној Француској у региону Оверња, у департману Пиј де Дом која припада префектури Амбер.
По подацима из 2011. године у општини је живело 625 становника, а густина насељености је износила 23,03 становника/km². Општина се простире на површини од 27,14 km². Налази се на средњој надморској висини од 600 метара (максималној 1.027 m, а минималној 578 m).

## Демографија
| 1962. | 1968. | 1975. | 1982. | 1990. | 1999. | 2011. |
| ----- | ----- | ----- | ----- | ----- | ----- | ----- |
| 710   | 758   | 686   | 638   | 712   | 672   | 625   |

График промене броја становника у току последњих година